# Neiva Campeiro
Die Neiva Campeiro ist ein zweisitziges Mehrzweckflugzeug des brasilianischen Herstellers Neiva.

## Geschichte und Konstruktion
Die Campeiro basiert auf der früheren Neiva Paulistinha 56 mit neu konstruiertem Rumpf und angetrieben von einem Kolbenmotor Avco Lycoming O-320-A mit 150 PS (112 kW). Die Camperiro war ein verspannter Hochdecker mit festem Spornrad-Fahrwerk. Zwanzig Flugzeuge wurden für die brasilianische Luftwaffe als L-7 gebaut, von der sie als Verbindungs-, Beobachtungs-, Rettungs- und Schulflugzeug eingesetzt wurde.

## Technische Daten
| Kenngröße             | Daten                                                 |
| --------------------- | ----------------------------------------------------- |
| Besatzung             | 2                                                     |
| Länge                 | 6,90 m                                                |
| Spannweite            | 10,70 m                                               |
| Höhe                  | 2,65 m                                                |
| Flügelfläche          | 16,80 m²                                              |
| Leermasse             | 491 kg                                                |
| max. Startmasse       | 790 kg                                                |
| Höchstgeschwindigkeit | 215 km/h                                              |
| Dienstgipfelhöhe      | 5200 m                                                |
| Reichweite            | 950 km                                                |
| Triebwerke            | Kolbenmotor Avco Lycoming O-320-A mit 112 kW (150 PS) |